# 倉田村 (群馬県)
倉田村（くらたむら）は、群馬県の中部、群馬郡に属していた村。

## 地理
- 山岳：杏ヶ岳
- 河川：烏川

## 歴史
- 1889年（明治22年）4月1日 - 町村制施行により、三ノ倉村、権田村が合併して西群馬郡倉田村が成立する。
- 1896年（明治29年）4月1日 - 郡統合（西群馬郡と片岡郡）により群馬郡に所属する。
- 1955年（昭和30年）2月1日 - 碓氷郡烏淵村と合併し群馬郡倉淵村となる。